# Cockerellites liops
Cockerellites liops è un pesce osseo estinto, appartenente ai perciformi. Visse nell'Eocene medio (circa 48 milioni di anni fa) e i suoi resti fossili sono stati ritrovati in Nordamerica.

## Descrizione
Questo pesce era piuttosto simile a un odierno pesce persico o a un persico sole, e come questi possedeva un corpo compatto e piuttosto alto. Cockerellites assomigliava moltissimo a un altro perciforme vissuto negli stessi luoghi, Priscacara, ma se ne differenziava per alcune caratteristiche anatomiche: Cockerellites possedeva un maggior numero di raggi della pinna dorsale, un maggior numero di raggi nella pinna anale e una spina pelvica più sottile. Oltre a ciò, Cockerellites raramente superava i 12 centimetri di lunghezza, mentre Priscacara poteva raggiungere i 40 centimetri.

## Classificazione
I primi fossili di questo animale vennero trovati nella famosa formazione di Green River in Wyoming e vennero descritti nel 1877 da Edward Drinker Cope, che li denominò Priscacara liops, riscontrando notevoli affinità con la specie Priscacara serrata. Fu poi Jordan nel 1923 a istituire il genere Cockerellites per questa specie. Autori successivi, tuttavia, non hanno riscontrato differenze tali da considerare Cockerellites un genere a sé stante; Lance Grande nel 2013, in una revisione dei fossili della formazione Green River, ha invece indicato Cockerellites come un genere valido.
Cockerellites e Priscacara sono stati variamente attribuiti ai Pomacentridae, ai Labridae, ai Percichthyidae e ai Centrarchidae, ma studi più recenti indicherebbero che i due generi siano da attribuire alla famiglia Moronidae (Withlock, 2010). 

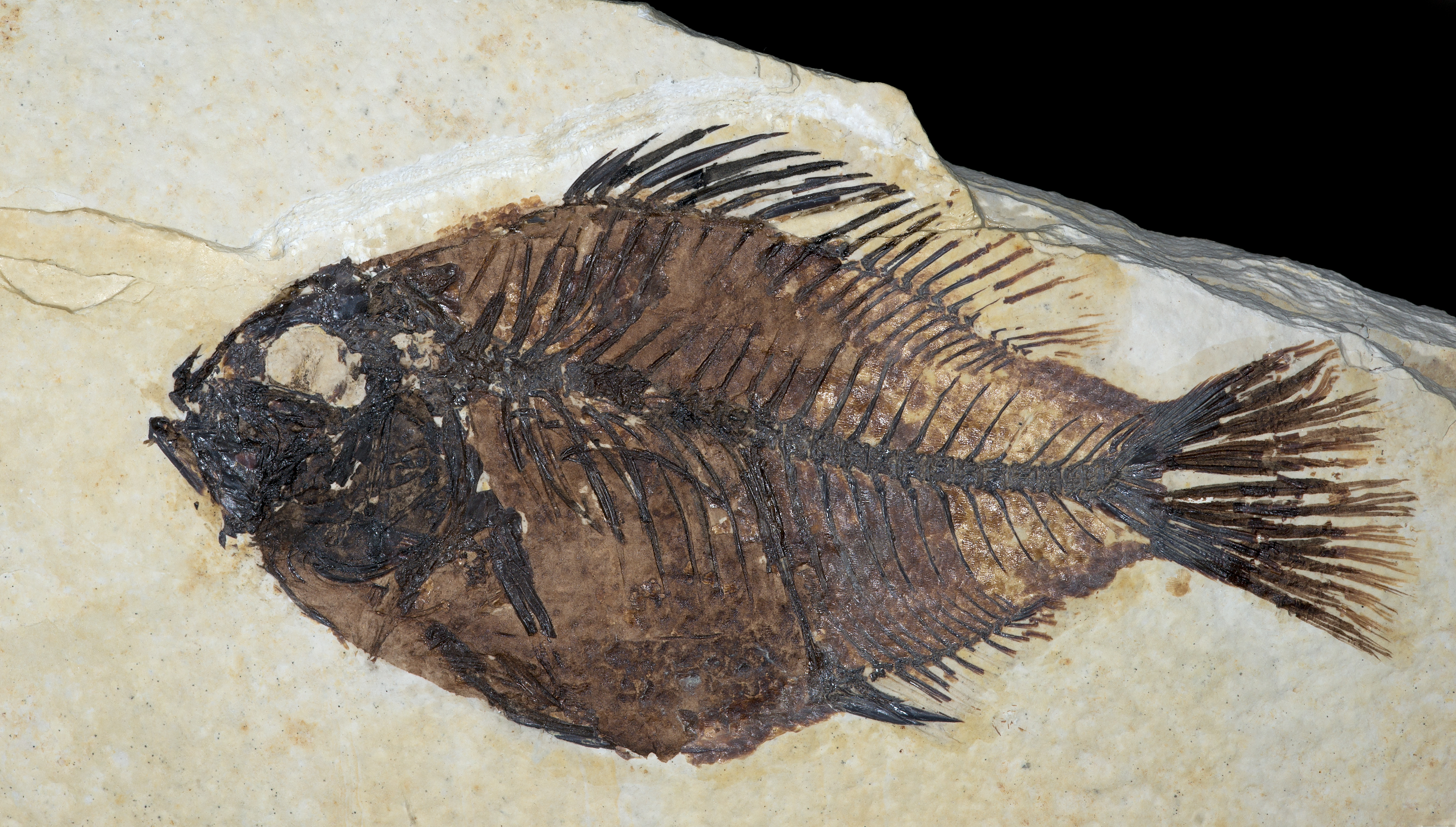
Fossile di Cockerellites liops

## Paleoecologia
Cockerellites viveva in un sistema di grandi laghi e si spostava in branchi, al contrario dell'affine Priscacara che, almeno da adulto, sembrerebbe essere stato un animale solitario. Numerosi fossili di mortalità di massa di Cockerellites, sia adulti che giovani, testimonierebbero le abitudini gregarie dell'animale. Sembra che Cockerellites preferisse le acque aperte e non le rive, e che si nutrisse di insetti, larve e forse zooplancton, dal momento che on sono mai stati ritrovati fossili di altri pesci all'interno delle cavità addominali di esemplari di Cockerellites.